# Партия национального мандата
Партия национального мандата (индон. Partai Amanat Nasional) — политическая партия в Индонезии.
Партия была основана 23 августа 1998 года Амином Раисом. В настоящее время партия придерживается умеренной исламской идеологии, поддерживая идеологию Панча Силы. На непрямых выборах президента 1999 года партия поддержала мусульманского кандидата Абдуррахмана Вахида. На президентских выборах 2004 года партия выставила кандидатом Амина Раиса (получил 17 392 931 (14,66 %) голосов и не вышел во второй тур), на выборах 2009 года партия поддержала Сусило Бамбанга Юдойоно от Демократической партии.
На парламентских выборах 2009 года партия получила наибольший процент голосов в провинциях Джамби (18,8 %), Западный Сулавеси (13,8 %) и Западная Суматра (9,9 %), а также в особом округе Джокьякарта (13,9 %).
Нынешний председатель партии Хатта Раджаса (индон. Hatta Rajasa) был министром транспорта в 2004-07, государственным секретарём в 2007—2009, министр-координатор вопросам экономики в 2009—2014, Бамбанг Судибойо (индон. Bambang Sudibyo) — министр национального образования в 2004—2009, Патриалис Акбар (индон. Patrialis Akbar) — министр юстиции и гражданских прав в 2009—2014 годах, Зулкифли Хасан (индон. Zulkifli Hasan) — министр лесного хозяйства в 2009—2014 годах, председатель Народного консультативного конгресса с 2014 года.
В 2009—2017 годах в партии состоял Эурику Гутерриш, командир восточнотиморских проиндонезийских боевиков, осуждённый за массовые убийства во время восточнотиморского кризиса 1999 года. С партией сотрудничает Форум братства Бетави (FBR) — этническая группировка преманов Джакарты.
На парламентских выборах 2014 года партия получила 49 мест в парламенте. Хатта Раджаса был кандидатом в вице-президенты на президентских выборах 2014 года, в паре с представителем партии Гериндра Прабово Субианто.

## Поддержка партии на парламентских выборах
|  |